# Episodi di Bless the Harts (prima stagione)
La prima stagione della serie animata Bless the Harts, composta da 10 episodi, è stata trasmessa negli Stati Uniti, da Fox, dal 29 settembre 2019 al 12 gennaio 2020.
In Italia è stata pubblicata su Star il 15 settembre 2021.
| nº | Titolo originale                     | Titolo italiano                          | Prima TV USA      | Pubblicazione Italia |
| -- | ------------------------------------ | ---------------------------------------- | ----------------- | -------------------- |
| 1  | Hug N' Bugs                          | Un lungo abbraccio                       | 29 settembre 2019 | 15 settembre 2021    |
| 2  | Can't Get There from Here            | Da qui non riesco ad arrivarci           | 6 ottobre 2019    | 15 settembre 2021    |
| 3  | Jenny Unfiltered                     | Jenny senza filtri                       | 13 ottobre 2019   | 15 settembre 2021    |
| 4  | Cremains of the Day                  | Le ceneri del giorno                     | 20 ottobre 2019   | 15 settembre 2021    |
| 5  | Trash Twins                          | Gemelle spazzatura                       | 3 novembre 2019   | 15 settembre 2021    |
| 6  | Pig Trouble in Little Greenpoint     | Il Festival del Barbecue                 | 10 novembre 2019  | 15 settembre 2021    |
| 7  | Myrtle Beach Memoirs                 | Ritorno a Myrtle Beach                   | 17 novembre 2019  | 15 settembre 2021    |
| 8  | Mega-Lo-Memories                     | Ricordando il Mega Lo Mart               | 24 novembre 2019  | 15 settembre 2021    |
| 9  | Miracle on Culpepper Slims Boulevard | Miracolo sulla Culpepper Slims Boulevard | 15 dicembre 2019  | 15 settembre 2021    |
| 10 | Tying the Not                        | Il matrimonio non fa per me              | 12 gennaio 2020   | 15 settembre 2021    |